# Tulpe (Heraldik)

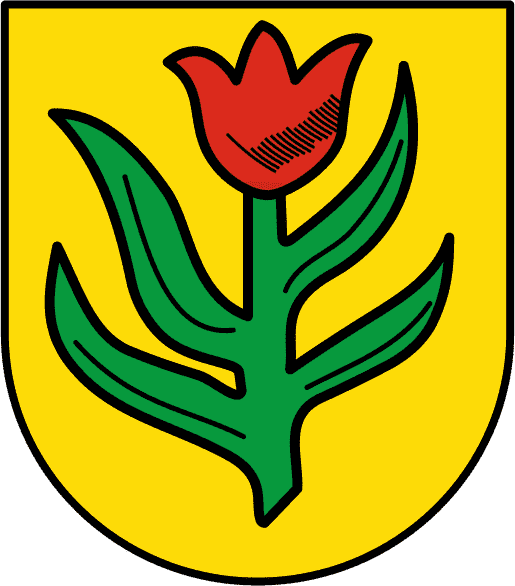
Großdeinbach

Tulpe im Wappen von Grundsheim

Die Tulpe ist in der Heraldik eine wenig verwendete Wappenfigur.
Die Pflanze wird mehr in natürlicher als in heraldisch strenger Form dargestellt. Eine strenge abstrakte Form hat sich auch nicht, wie bei der Lilie oder Rose, herausgebildet. Dargestellt wird ein Stiel mit einer  mehr oder weniger geschlossenen Blüte und wenigstens zwei Laubblättern (grün beblättert). Alles in einer Tinktur oder in der natürlichen Farbe. Schlechte Darstellungen lassen Verwechslungen mit der Glockenblume  zu, wenn die Tulpe gestürzt ist. Der Tulpe wird Schönheit ohne Verdienst nachgesagt.
Im Stadtwappen von Albershausen ist in Silber eine grüne linksliegende Tulpe.